# Stefanie Golla
Stefanie Golla (* 18. September 1985 in Münster) ist eine ehemalige deutsche Volleyballspielerin.

## Karriere
Golla begann ihre Karriere im Alter von dreizehn Jahren in der Volleyball-AG ihres Münsteraner Gymnasiums. Von dort kam sie 1998 zum Bundesligisten USC Münster. Mit dem USC gewann sie im Jahr 2000 den DVV-Pokal. 2004 und 2005 gewann Golla mit dem Verein jeweils das Double aus Meisterschaft und Pokal. Als sie 2011 aus finanziellen Gründen keinen Vertrag mehr erhielt, wechselte die Libera schließlich zum Ligakonkurrenten Köpenicker SC. Von 2012 bis 2014 spielte sie beim VfB 91 Suhl. Mit Suhl konnte sie 2014 den 2. Platz im DVV-Pokal feiern. Danach wechselte Golla zum Schweriner SC. Nach der Saison 2015/16 beendete sie ihre Karriere und arbeitete als Versicherungskauffrau. 2019 gründete sie zusammen mit ihrem Mann Markus Pabst eine Firma und meldete die Marke „Delaway“ an.